# ویکتوریا جمالی
ویکتوریا جمالی، فعالِ محیط‌زیست و کارشناس محیط‌زیست از کشورِ ایران است. او یکی از اعضای مؤسسِ «انجمن زنان علیه آلودگی محیط زیست» بود و همچنین «انجمن حقوق محیط زیست ایران» را بنیان گذاشت.

## زندگی‌نامه
جمالی در سال ۱۹۷۴ با مدرک کارشناسی ارشد در «برنامه‌ریزی منابع روستایی و منطقه‌ای» از دانشگاه آبردین فارغ‌التحصیل شد. پس از فارغ‌التحصیلی به ایران بازگشت و در مؤسسه مطالعات محیط زیست در دانشگاه تهران مشغول به کار شد. این مؤسسه، علیرغم تغییراتی که در دورانِ انقلاب ایران و جنگ ایران و عراق ایجاد شد، ادامه یافت، ولی باز هم صرفاً تا سال ۱۹۹۷ توانست شکوفا باشد. در اوایل دهه ۱۹۹۰، مه‌لقا ملاح، همکارش در دانشگاه تهران، با جمالی تماس گرفت تا سازمانی برای زنان و محیط‌زیست در ایران بنیان نهد. در سال ۱۹۹۳، ایشان انجمن زنان علیه آلودگی محیط زیست (WSAEP) را بنیان نهادند. او در سال‌های ۱۹۹۹ و ۲۰۰۱ در دو بازدیدِ پژوهشی از ایالات متحده آمریکا با پشتیبانیِ Environmental Law Alliance Worldwide شرکت کرد.
جمالی تا سال ۱۳۸۰، استادیار دانشکده محیط زیست دانشگاه تهران بود و پیشروِ تحقیقات حقوق محیط زیست در این کشور گشت. او نخستین انجمن حقوق محیط زیست ایران را تأسیس کرد. او در سال ۲۰۰۲، نخستین برنامه حقوق محیط زیست ایران را پایه‌گذاری کرد که مقایسهٔ او با جان مویر، محیط‌بان آمریکایی را برانگیخت. برای تصویبِ این برنامه، او باید همکار ارشد مردش در دانشگاه تهران را به مشروعیتِ آن متقاعد می‌کرد. این برنامهٔ زیست‌محیطی که توسط جمالی آغاز شد، از پشتیبانیِ معصومه ابتکار معاون رئیس‌جمهور ایران در سال ۲۰۰۳ برخوردار بود
او در کارزارهایی از جمله کارزارهایی که از کاهش آلودگی هوا و حفاظت از یوزپلنگ ایرانی حمایت می‌کردند فعال بوده است.
جمالی به عنوان بخشی از کار خود با WSAEP، مجله «فریاد زمین» را ویرایش می‌کند. جمالی به عنوان بخشی از پژوهش‌های خود دربارهٔ حقوق محیط زیست، مطالبی منتشر کرده است. او همچنین مقالات دانشگاهی را از انگلیسی به فارسی ترجمه کرده است.

## برخی آثار
- آبیاری سنتی در ایران: قنات[۹]
- پژوهش‌های زیست‌محیطی در دست انجام دانشگاه تهران در مورد شهر تهران[۱۰]